# Bourg-l'Évêque
Bourg-l'Évêque är en kommun i departementet Maine-et-Loire i regionen Pays de la Loire i nordvästra Frankrike. Kommunen ligger i kantonen Pouancé som tillhör arrondissementet Segré. År 2022 hade Bourg-l'Évêque 236 invånare.

## Befolkningsutveckling
Antalet invånare i kommunen Bourg-l'Évêque
| Referens: INSEE |